# Љубостиња (река)
Љубостиња је река у Западној Србији која припада Колубарском сливу, лева притока реке Колубаре. Извире у Рађевом Селу, протиче кроз Ваљево и улива се у Колубару, на изласку из града, 9,2 km од извора. Сливно подручје реке износи 16,61 km², а (средњи вишегодишњи протицај воде износи 0,32 m³/s. Доњи ток је регулисан у дужини од 4,975 km, од ушћа до уливне грађевине у Ђердапској улици. Изразито је брза и бујична у горњем току, у коме није регулисана, а угрожава доњи ток. Иако својом величином више подсећа на поток него на реку, она понекад прави проблеме становницима околних насеља својим поплавама. Штете од последица поплаве у 2007. години у сливу реке Љубостиње су износиле преко 44.000.000 динара, а крајем јуна и почетком јула 2009. године, због обилних киша се излила и у самом центру града. У градском нерегулисаном делу тока, на локалитету улице између Ђердапске и Шабачког пута, река Љубостиња може да угрози до 20 стамбених и пословних објеката.